# Antonio Mance
Antonio Mance (ur. 7 sierpnia 1995 w Rijece) – chorwacki piłkarz grający na pozycji środkowego napastnika. Aktualnie zawodnik węgierskiego zespołu Zalaegerszegi TE.